# Kiss the Rain (Yiruma)
Kiss the Rain è un brano per pianoforte solista del compositore e pianista sudcoreano Yiruma, tratto dall'album del 2001 First Love ed inciso anche in From The Yellow Room del 2003.
Il brano è fondamentalmente di genere pop, anche se lo stile compositivo, la tecnica esecutiva e la melodia riconducono alle sonorità tipiche della musica contemporanea, genere tipico dell'artista. È stato pubblicato come singolo il 28 novembre 2006 dalla Stomp Music ed ha raggiunto una popolarità media.
Insieme a River Flows in You, dell'omonimo autore, è stato suggerito da molti fan per il film Twilight di Catherine Hardwicke, uscito nelle sale cinematografiche nel novembre del 2008, da inserire come la ninna nanna di Bella. È spesso confuso con Bella's Lullaby di Carter Burwell, dell'omonimo film.
Relativamente più semplice di River Flow in You, Kiss The Rain è abbastanza complesso a livello tecnico-esecutivo, e si può approcciare solo ad un livello di studi medio-alto. È una composizione molto espressiva perché esprime, nella sua dinamica, numerosi stati d'animo e inoltre il suo andamento ricorda anche quello di una ninna nanna.
Su YouTube, inoltre, il brano è stato anche adattato alla ninna nanna Deep in the Meadow, tratta dal libro di Suzanne Collins, e poi film per la regia di Gary Ross, Hunger Games.